# Béatrice Edwige
Béatrice Edwige (Paris, 3 de outubro de 1988) é uma handebolista profissional francesa, que atua como goleira, medalhista olímpica.

## Carreira
Edwige fez parte do elenco medalha de prata nos Jogos Olímpicos Rio 2016.